# 中国壁画学会
中国壁画学会是中华人民共和国壁画家组成的全国性、学术性、非营利性社会团体，由中华人民共和国文化和旅游部主管。2005年成立。